# 아마카촌
아마카촌(일본어: 有真香村)은 일본 오사카부 미나미군·센난군에 설치되었던 촌이다. 현재의 기시와다시에 해당한다.